# Герман Тіміг
Герман Тіміг (нім. Hermann Thimig; 3 жовтня 1890, Відень — 7 липня 1982, Відень) — австрійський актор театру та кіно. Один із найпопулярніших австрійських акторів німецькомовного кіно. За свою кар'єру знявся у понад 110 фільмах.

## Біографія
Народився у відомій акторській родині. Син режисера та актора Хьюго Тіміга (1854—1944). Брат акторів Ханса Тіміга (1900—1990) та Хелени Тіміг (1889—1974). У молодості брав участь у самодіяльних театральних колективах, грав у приватних спектаклях. Після військової служби у грудні 1910 року дебютував у драматичному Мейнінгенському театрі у Відні, і грав там, до 1914 року до початку Першої світової війни. У 1915 році через важкий фурункульоз був визнаний непридатним до військової служби.
З 1916 року виступав у берлінському Народному театрі (Volksbühne) під керівництвом Макса Рейнхардта, майбутнього чоловіка його сестри Хелени Тіміг. Того ж року дебютував у німому кіно. З появою звукового кіно Тіміг відійшов від драматичної сцени і знімався, переважно, у фільмах-оперетах та кінокомедіях. У 1930-х років переважно виконував ролі чоловіків старшого покоління.
На заключному етапі Другої світової війни сам Адольф Гітлер вніс його до списку незамінних видатних артистів і художників Gottbegnadeten-Liste, звільнених від фронтової служби, але зобов'язаних брати участь у культурному житті фронту.
1965 року Г. Тіміг став почесним членом Бургтеатру, а 1969 року отримав премію «Золота кінострічка» за багаторічну плідну роботу в німецькому кіно. У 1981 році він був нагороджений Почесним кільцем міста Відня.
Його другою дружиною була актриса Вільма Дегішер.

## Вибрана фільмографія
- 1923 — Полум'я
- 1931 — Тригрошова опера
- 1948 — Процес